# Alexander Belonogoff
Alexander „Sasha“ Belonogoff (* 17. April 1990 in Moura, Queensland) ist ein ehemaliger australischer Ruderer.
Belonogoff entstammt einer russischen Familie und wuchs in Rockhampton auf. Seine internationale Ruderkarriere begann bei den Junioren-Weltmeisterschaften 2008, als er zusammen mit Nicholas Barnier die Bronzemedaille im Doppelzweier gewann. Im Jahr darauf erkämpfte er bei den U23-Weltmeisterschaften zusammen mit Matthew Bolt, David Wright und James McRae Bronze im Doppelvierer. Drei Jahre später gewann er bei den U23-Weltmeisterschaften 2012 zusammen mit Jay Ditmarsh, Benjamin Morley und Ryan Edwards noch einmal eine Bronzemedaille. 
Vor heimischem Publikum in Sydney debütierte Belonogoff 2013 im Ruder-Weltcup mit einem dritten Platz im Doppelzweier, bei den Ruder-Weltmeisterschaften 2013 belegte er zusammen mit Thomas Swann den achten Platz. 2014 ruderte Belonogoff beim Weltcup in Sydney in zwei Bootsklassen, er gewann im Doppelvierer und belegte den zweiten Platz im Doppelzweier. Bei den beiden anderen Weltcupregatten erreichte er im Doppelzweier einen dritten und einen zweiten Platz. Zum Saisonfinale gewann er bei den Weltmeisterschaften 2014 zusammen mit James McRae die Bronzemedaille. Ein Jahr später belegten McRae und Belonogoff den fünften Platz bei den Weltmeisterschaften 2015. Bei diesen Weltmeisterschaften erhielten im Doppelvierer David Crawshay, Karsten Forsterling, Cameron Girdlestone und David Watts Silber hinter dem deutschen Boot. 2016 siegte der mit Forsterling, Belonogoff, Girdlestone und McRae neu zusammengesetzte Doppelvierer die Weltcupregatten in Luzern und Posen. Bei den Olympischen Spielen 2016 in Rio de Janeiro erhielten die Australier die Silbermedaille hinter dem deutschen Boot.